# Święty Sobór Biskupów Polskiego Autokefalicznego Kościoła Prawosławnego
Święty Sobór Biskupów Polskiego Autokefalicznego Kościoła Prawosławnego – najwyższy organ Cerkwi prawosławnej w Polsce. W jego skład wchodzą wszyscy biskupi i arcybiskupi polscy. Sobór decyduje w sprawach wewnątrzcerkiewnych, powołuje nowych biskupów, wybiera także metropolitę warszawskiego i całej Polski.
Obecnie w Skład Świętego Soboru Biskupów wchodzą:
- Sawa (Hrycuniak) – metropolita warszawski i całej Polski;
- Abel (Popławski) – arcybiskup lubelski i chełmski;
- Chryzostom (Muniz Freire) – arcybiskup Rio de Janeiro i Olinda-Recife;
- Jakub (Kostiuczuk) – arcybiskup białostocki i gdański;
- Jerzy (Pańkowski) – arcybiskup wrocławski i szczeciński, prawosławny ordynariusz Wojska Polskiego;
- Paisjusz (Martyniuk) – arcybiskup przemyski i gorlicki;
- Grzegorz (Charkiewicz) – arcybiskup bielski;
- Atanazy (Nos) – biskup łódzki i poznański;
- Ambroży (Cubas) – biskup Recife;
- Paweł (Tokajuk) – biskup hajnowski;
- Andrzej (Borkowski) – biskup supraski;
- Warsonofiusz (Doroszkiewicz) – biskup siemiatycki.